# Texas Bill, a fenegyerek
Texas Bill, a fenegyerek Rejtő Jenő (Gibson Lavery álnéven írt) kalandregénye, melyet először 1939-ben adott ki a Nova Irodalmi Intézet.

## Történet
A Vadnyugaton Pomac városában Texas Bill, az őszinte, tréfás, kiváló fegyverforgató fiatalember megment egy számára ismeretlen, ám bajba került hölgyet, akivel ezután együtt menekülnek kelet felé. A nő Edith Brent, aki korábban két család viszályát megszüntetendő felesége lett Lordnak, a rablóvezérnek. A bandavezér emberei folyamatosan a két üldözött nyomában vannak. Billt igaztalanul rablógyilkossággal is megvádolják, a környéken lakó barátai segítségére azonban számíthat. 

## Szereplők
- Texas Bill
- Edith Brent, a Lord felesége
- Lord, a Vörös Brent nevelt fia
- Austin Long, a Lord embere
- Fred Bulkin, kocsmáros
- Pete, Púpos Henry, Gorilla a Lord emberei
- Görény Bob
- a vén Buldog
- Vad Tülök
- Cashel, az útellenőr
- Teddy Ewans, vadász
- Hijowa, indián leány

## Hangoskönyv
A westernregény felolvasója: Varanyi Lajos.